# HK Slavija Ljubljana
HK Slavija je slovenski klub hokeja na ledu iz Ljubljane. Osnovan je 1964.